# Діти з камери схову
Діти з камери схову, також Діти з камери зберігання («Koin rokka beibiizu») — роман японського письменника Рю Муракамі, опублікований 1980 року в токійському видавництві «Коданша».

## Сюжет
«Діти з камери схову» — історія двох зведених братів, Кіку та Хасі, покинутих матерями відразу після пологів. Сирітський притулок, нові батьки, перші захоплення, втеча з дому — прорив у жорстокий, вмираючий світ, всі люди в якому, в майбутньому будуть вражені найсильнішою психотропною отрутою — «датурою». Магічне слово «датура» зачаровує одного з братів, він намагається з'ясувати про препарат все, що тільки можливо. Вплив на мозок людини — стовідсотковий: відчуття цілковитого блаженства разом з неприборканим, нав'язливим бажанням вбивати, руйнувати все довкола. По дорозі до мети знайти «датуру» брати відчувають складні психологічні проблеми.